# Они были солдатами: Воздушный десант
«Они были солдатами: Воздушный десант» (англ. Saints and Soldiers: Airborne Creed) — военная драма канадского режиссёра Райана Литтла.

## Сюжет
Фильм начинается с разговора гауптмана Эриха Нойманна (Линкольн Хопп) по телефону со своей семьёй. Позже он выходит из дома и отдает команду солдатам расстрелять двух французов. Тем временем союзные войска начинают «операцию Драгун»
15 августа 1944 года в 5:03 происходит выброска 517-й парашютно-десантной боевой группы во французском Провансе. Сразу же десантники попадают под сильный обстрел, их разбросало на несколько миль. Капрал Харланд Кертис (Ясен Уэйд), нарывается на немецкий патруль, немцы уже готовятся убить его, но тут появляется капрал Джеймс Росси (Корбин Олред) и спасает его. Десантники направляются в место сбора — город Лез-Арк.
По пути они встречают заброшенный дом, где находят сержанта Калеба Джонса (Дэвид Нибли), где отдыхают некоторое время, и позже продолжают свой путь, встречая трупы убитых десантников. Позже они останавливаются на привал, где Росси вспоминает о гибели своего друга Гейтса. После отдыха ребята направляются дальше и натыкаются на немецкий патруль под командованием гауптмана Нойманна. В ходе небольшого боя все немцы, кроме Нойманна, погибли, он пытается сбежать, его догоняет сержант Джонс, валит на землю, но решает пощадить, делая выстрел вверх и таким образом успокаивая своих товарищей в том смысле, что и последний немец тоже убит.
Проходя по лесу, солдаты натыкаются на французскую партизанку Эмили, после чего она просит помочь ей освободить группу «Французского сопротивления». Джонс соглашается с ней и ведёт ребят за Эмили, однако Росси не соглашается с ними и начинает протестовать. Проходя по полю, ребята видят американский самолёт, за которым гоняется немецкий « Мессершмитт», после чего обстреливает и их.
Через некоторое время ребята находят то здание, где находятся пленные партизаны — Филипп, Жак и Густав, и освобождают их, перебив немецких солдат. Ребята продолжают путь и натыкаются на проезжающий джип с переодетыми в американскую форму немцами. Немцы представляются как лейтенант Вудвард и рядовой Стюарт, и задерживают их на некоторое время. Сержант Джонс догадывается, что они немцы, и начинает выпытывать, зачем они здесь, но лишь после того, как французы застреливают Стюарта, он получает нужную информацию. Жак отводит пленного немца в сопротивление.
Спустя некоторое время ребята натыкаются на Жака и ещё двух партизан. Проходя по полю, десантники и партизаны натыкаются на колонну, состоящую из танка Pz.Kpfw.III, бронетранспортёра «Sd Kfz 251» и 20 пехотинцев. Разделившись на две группы, они атакуют колонну. В ходе боя Джонс подрывает танк, однако получает тяжелое ранение, а Кертис и почти все партизаны погибают. Росси получает ранение в плечо и теряет сознание.
Позже Нойманн находит пришедшего в себя Росси, который из-за перипетий боя теряет оружие, но готов идти на вооружённого немца чуть ли не с кулаками, но учтя благородство пощадившего и не прикончившего его американца - после некоторых колебаний немец тоже отказывается убивать. Более того - "перевоспитавшийся" Нойманн перетаскивает вновь потерявшего сознание Росси в сарай и даже делает перевязку американцу, будучи сам смертельно раненным. Вечером Росси очнулся и они с Нойманном пытаются разговаривать, но каждый на своём языке и плохо понимая друг друга. Росси не понимает, почему немец его спасает, а не убивает, а Нойманн пытается объяснить, что устал "от всего этого". Беседу оживляет показ фотоснимков детей. После того как Росси засыпает, Нойманн что-то записывает в своей записной книжке, морщась от боли. На следующее утро Росси слышит чьи-то шаги и пытается разбудить Нойманна, но тот умер.
Американский патруль находит раненого Росси, и доставляет в полковой госпиталь, где капрал узнает о судьбе остальных членов группы. В госпитале его находит Эмили, отдает фотоаппарат Кертиса и рассказывает о исходе боя. Росси фотографирует её на память. Достойна особого внимания концовка фильма: - отобранный у "убитого" (на самом деле скончавшегося от ран) немца "Вальтер" и отданный американцу как его законный трофей - американец как бы "возвращает обратно" в виде жеста  "благородства в обмен на благородство", кладя его рядом с мёртвым телом, а в руки вкладывая фотографии его детей. Это максимум что он может сделать, чтобы нашедшие тело немца французы хотя бы чуть смягчились и возможно вернули бы тело семье.

## В ролях
| Актёр            | Роль                         |
| ---------------- | ---------------------------- |
| Корбин Олред     | капрал Джеймс Росси          |
| Дэвид Нибли      | сержант Калеб Джонс          |
| Ясен Уэйд        | капрал Харланд "Буд" Кертис  |
| Линкольн Хопп    | гауптман Эрих Нойманн        |
| Нишель Эйден     | Шарлотта                     |
| Виржини Андерсон | французская партизанка Эмили |
| Лоик Антан       | партизан Филипп              |
| Лэнс Отто        | партизан Жак                 |
| Эрих Кэннон      | партизан Густав              |
| Курт Душшет      | лейтенант Вудворд            |
| Калвин Харрисон  | рядовой Стюарт               |